# Аманда Гудж
Аманда Гудж (англ. Amanda Googe) — американська модель і художниця.

## Кар'єра
Після закінчення Університету Брауна Гудж почала професійно працювати моделлю, дебютувавши як модель Prada. На додаток до кампанії Prada, яку фотографував Стівен Мейзел, вона брала участь у таких показах, як Dries van Noten, Chanel, Azzedine Alaïa, Isabel Marant, Dolce & Gabbana, Victoria Beckham, Tommy Hilfiger, Jason Wu, Narciso Rodriguez, Hugo Boss, Erdem, 3.1 Phillip Lim, Loewe, Sacai (яку вона відкрила) і Acne Studios (яку вона закрила). Вона також відкривала та закривала покази Valentino couture.
Вона з'являлася в китайських, німецьких, російських, іспанських, японських і тайських виданнях Vogue, а також Vanity Fair France, Russh, WSJ, L'Officiel USA і T.
Як художниця Гудж демонструвала свої роботи в Лос-Анджелесі.